# Predeal (okręg Prahova)
Predeal – wieś w Rumunii, w okręgu Prahova, w gminie Predeal-Sărari. W 2011 roku liczyła 491 mieszkańców.